# 힐리빌리 짐

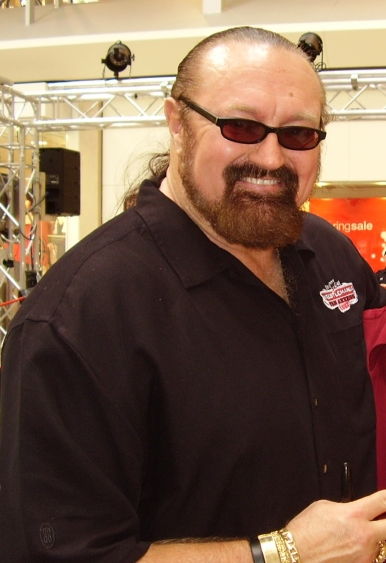

힐리빌리 짐(Hillbilly Jim, 1952년 7월 5일 ~ )은 미국의 남자 프로레슬링선수다. 키는 201cm 몸무게는 150kg이다. 피니쉬는 베어허그로 사용을 한다. 본명은 제임스 짐 모리슨(James Jim Morris)이다.